# Wiślinka (osada)
Wiślinka (niem. Wesslinken, kaszb. Wislënkô) – zniesiona nazwa osady w Polsce położona w województwie pomorskim, w powiecie gdańskim, w gminie Pruszcz Gdański.
Dawny PGR, zabudowania osady istnieją, osada zintegrowana z miejscowością nadrzędną, wsią Wiślinka.
Nazwa miejscowości została zniesiona z 2022 r.